# One of the Hollywood Ten
One of the Hollywood Ten is een Brits-Spaanse dramafilm uit 2000, geregisseerd, geproduceerd en geschreven door Karl Francis. De hoofdrollen worden vertolkt door Jeff Goldblum, Greta Scacchi en Ángela Molina.

## Rolbezetting
| Acteur               | Personage          |
| -------------------- | ------------------ |
| Jeff Goldblum        | Herbert Biberman   |
| Greta Scacchi        | Gale Sondergaard   |
| Ángela Molina        | Rosaura Revueltas  |
| Christopher Fulford  | Riffkind           |
| Antonio Valero       | Juan Chacón        |
| John Sessions        | Paul Jarrico       |
| Geraint Wyn Davies   | Michael Wilson     |
| Sean Chapman         | Edward Dmytryk     |
| Peter Bowles         | Jack Warner        |
| Jorge de Juan        | Floyd              |
| Teresa José Berganza | Henrietta Williams |
| Jorge Bosch          | Joe Morales        |
| Daisy White          | Sonya              |
| Luke Harrison Mendez | Dan                |
| Trinidad Serrano     | Joan               |